# Inglese afro-americano vernacolare
L'inglese afro-americano vernacolare (AAVE), anche conosciuto come Jive, Afro-english o anche Afrenglish,  è una variante dell'inglese americano parlato dagli afroamericani negli Stati Uniti d'America. Si differenzia dall'inglese standard per la pronuncia e tempi verbali nonché, in misura minore, sul piano lessicale.

## Nomi
Dal punto di vista linguistico il nome corretto è "inglese afro-statunitense vernacolare" (African American Vernacular English). Vi sono tuttavia numerose varianti, tali:
- African American English (inglese afro-americano)
- Black English (inglese nero)
- Black Vernacular (vernacolo nero)
- Black English Vernacular (BEV) (vernacolo inglese nero)
- Black Vernacular English (BVE) (come sopra)

Nel linguaggio comune inoltre è molto diffuso il termine Ebonics; questo termine ha però diversi significati. Alcuni lo denominano anche jive or jive-talk, termine che fa riferimento alla musica jazz suonata da molti afro-statunitensi.

## Particolarità
Si tratta sostanzialmente di un fenomeno linguistico particolare, visto che si basa sullo strato o condizione sociale di chi lo parla, più che sulla sua origine o provenienza.
Caratteristica fondamentale è un accento molto marcato, più che essere un dialetto o una lingua vera e propria; l'Ebonics possiede una musicalità e dei suoni che si differenziano dai suoni dell'inglese americano standard (ad esempio le consonanti "sh-", "ch-", il dittongo "ew"...). Dall'inglese standard si differenzia altresì, ed anzi ne è la sua caratteristica principale, per una serie di espressioni molto vivaci e colorite, modi di dire e parole, se non quasi imprecazioni ricorrenti che intercalano la frase costantemente e la arricchiscono di una peculiarità tipica delle genti nere degli Stati Uniti (in special modo di coloro nati in ghetti o comunità a prevalenza nera come Harlem).
La parlata è connotata da una cadenza cantilenata e musicale, quasi rap, che contraddistingue questo dialetto inglese (non a caso il rap viene da queste comunità). Questa parlata è principalmente diffusa nei ghetti, nelle grandi città, o nelle grandi comunità nere. Sarà quindi difficile trovare un nero che parli Ebonics cresciuto in un contesto bianco.
La si può anche trovare, molto più saltuariamente e meno accentuata, tra le popolazioni di origine latinoamericana e talora addirittura di origine italoamericana (in quest'ultimo caso però si limita solo agli strati sociali meno istruiti, ed acquisisce comunque toni molto meno marcati e differenti).

## Caratteristiche

### Fonetiche
- Le consonanti /b/, /d/, e /ɡ/ quando si trovano a fine parola vengono desonorizzate: ad esempio "cub" verrà pronunciato "cup".[1]
- Riduzione di alcuni dittonghi in monottonghi: /aɪ/ diventa /aː/
- Diversa pronuncia delle fricative dentali sorde e sonore:
  - th sordo a inizio parola (/θ/) si pronuncia come nell'inglese standard (thin = [θin])
  - th sonoro a inizio parola (/ð/) si trasforma in occlusiva (/d/): this viene pronunciato [dis]. Questo ha influenzato anche la scrittura dell'inglese afro-americano vernacolare, tant'è vero che molti scrivono "dis" anziché "this", sebbene in inglese sia scorretto.
  - Quando "th" si trova nel mezzo o a fine parola invece viene reso con /t/ o /f/ se sordo e con /d/ o /v/ se sonoro: ad esempio, month si pronuncerà [mʌmf] o [mʌnt], e smooth  o [smuːd].
- La nasale velare finale (ng) diventa una normale n: running = runnin.
- Marcata riduzione di pronuncia delle consonanti finali in generale: hand [hæn]
- Metatesi di alcune consonanti: aks al posto di ask e graps per grasp.[2]
- La pronuncia della r quando non seguita da vocale viene del tutto eliminata e sostituita da uno schwa (/ə/). Questo fenomeno si nota soprattutto quando la r è a fine parola (che comunque anche nell'inglese standard viene pronunciata pochissimo) ma anche in posizione intervocalica e tra le vocali posteriori arrotondate (come throw, throat e through).
- Prima delle consonanti nasali (/m/, /n/, e /ŋ/) /ɛ/ e /ɪ/ vengono pronunciati entrambi /ɪ/.
- Nessuna distinzione tra la i breve la i lunga (rispettivamente /ɪ/ e /iː/)
- La i breve prima di /ŋ/ diventa /ɛ/: thing [θɛŋ]
- L'accento tonico in alcune parole viene spostato: in parole come police, guitar e Detroit l'accento cade in posizione iniziale.

## Influenze nella cultura di massa
- Il linguaggio viene citato nel singolo Jive Talkin' del 1975 dei Bee Gees.
- Il personaggio del mutante deforme Thing-Fish presente nell'omonimo disco e musical del musicista statunitense Frank Zappa, si esprime parlando questo linguaggio.
- Due personaggi neri a bordo dell'aereo nel film L'aereo più pazzo del mondo del 1980 parlano il jive tra loro.